# Sotteville-sous-le-Val
Sotteville-sous-le-Val é uma comuna francesa na região administrativa da Normandia, no departamento de Sena Marítimo. Estende-se por uma área de 5,29 km². Em 2010 a comuna tinha 778 habitantes (densidade: 147,1 hab./km²).